# フランス料理
フランス料理（フランスりょうり、フランス語: cuisine française）は、フランスで発祥した食文化および調理技術。現代では世界三大料理の1つに数えられている。フレンチガストロノミー（フランス美食学）は2010年にユネスコの無形文化遺産に登録された。

## 歴史

### 中世

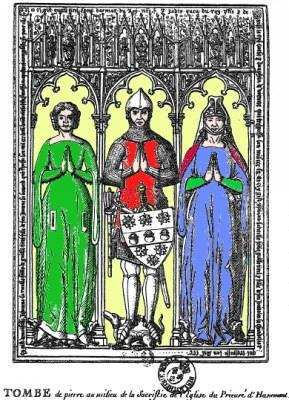
ティレル

中世フランス料理は宮廷内限定の食文化であった。まだ明確な作法は存在しておらず、給仕においても特に規則性の無い雑多なメニューが次々と、あるいは一斉にテーブルに並べられていた。食肉は加熱調理された後に厚くスライスされてマスタード風味の濃厚なソースで味付けされることが多かったようである。食器の使用も稀であったようで、硬い平板状のパンが皿として用いられていた。ナイフやフォークの使用も一般的でなく直接手づかみで食べるのが普通だった。スープやシチューはテーブルにある専用のくぼみに注がれ、それらはパンに浸すか、直接手のひらで器用にすくって飲んでいたという。中世フランス料理の代表的なシェフはギヨーム・ティレルであり、14世紀に活躍した彼のレシピをまとめたとされる「Viandier」は一部に後世の創作が疑われるものの、現在に繋がるフランス料理の源流に位置付けられている。

### 近世（16〜18世紀）

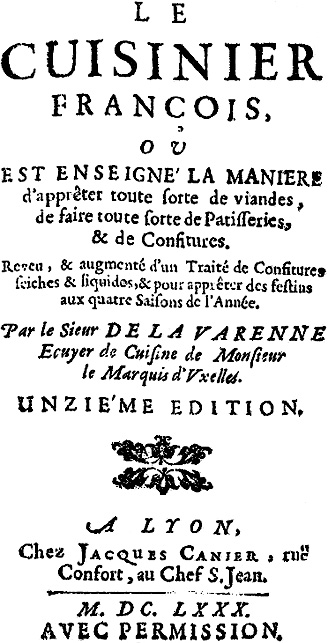
ラ・ヴァレンヌ

16世紀のフランス料理は、イタリア料理の大きな影響を受けてほとんど一体化していたほどだったとも伝えられている。これはフィレンツェ出身のカトリーヌ・ド・メディシスが、ヴァロワ朝のアンリ2世に輿入れした際に連れてきたイタリア料理人に起因すると言われているが、ルネサンス期の両国の文化交流の中で自然にもたらされていたという見方も存在する。イタリア料理文化の影響によってフランスでもナイフとフォークを用いる食事作法が一般的になっている。
17世紀になるとフランス主義の復興が重んじられて、イタリア料理の影響から離れる方向性でのフランス料理の改革運動が始められた。その結果誕生した「オートキュイジーヌ（至高料理）」はフランス宮廷料理のフォーマルな様式として定着し、現代ではフランスの伝統的な高級料理モデルとして認識されている。ワインとチーズ文化およびパティスリーの世界も本格的な開明を迎えた。17世紀の高名なシェフであるラ・ヴァレンヌが1651年に上梓した「Le cuisinier françois」は、フランス初の正式なレシピ書として当時の宮廷料理事情を現代に伝えている。フランス料理はヴァロワ朝からブルボン朝時代を通して豪華絢爛な発展を遂げたが、依然王侯貴族のための宮廷内の専売特許であった。当時はギルド（同業組合）の統制によって食材業者と調理師の商業活動が制限されていたので、フランス料理文化の一般市民への普及は封建制度の消滅まで待たねばならなかった。

### 近代（19世紀）

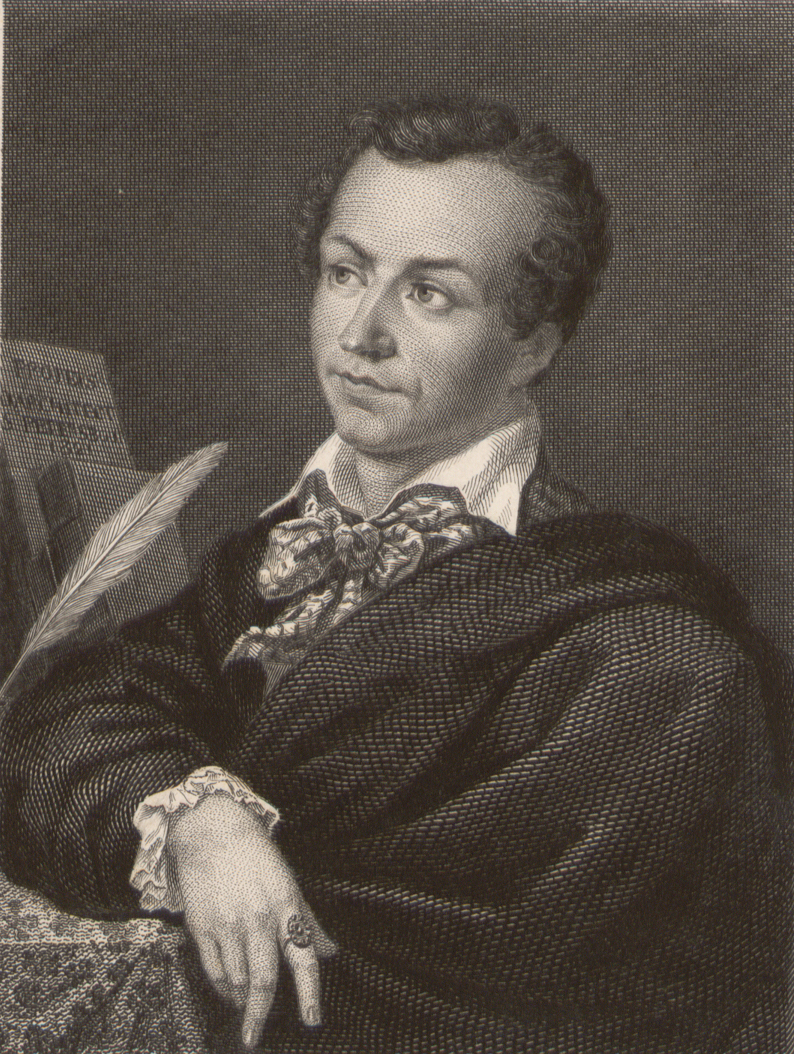
カレーム

18世紀末に勃発したフランス革命はフランス料理文化にとっても一大転機になった。アンシャン・レジームの崩壊によって宮廷内での職を失った料理人たちが多数流出し、またギルド制度の消滅によって商業活動に対する規制も撤廃された。宮廷出身の料理人たちが街角で自由に店を開けるようになった事から、市街地にはそれまでにない洗練されたレストランが立ち並ぶようになり、革命で富裕化した市民たちがそこに通い詰めるようになって、フランス料理は市民レベルでの普及時代を迎えた。そうした自由な気風の中でカリスマ的なシェフも登場するようになり、特に有名だったアントナン・カレームはシェフの帝王と称えられていた。カレームはオートキュイジーヌの芸術性と美食性を更に高め、また「L'art de la cuisine française au dix-neuvième siècle」を始めとする著書の中で洗練されたメニューと精緻を凝らしたレシピを数多く紹介し、フランス料理の近代的発展に大きく貢献した。

### 近現代（1900年前後）

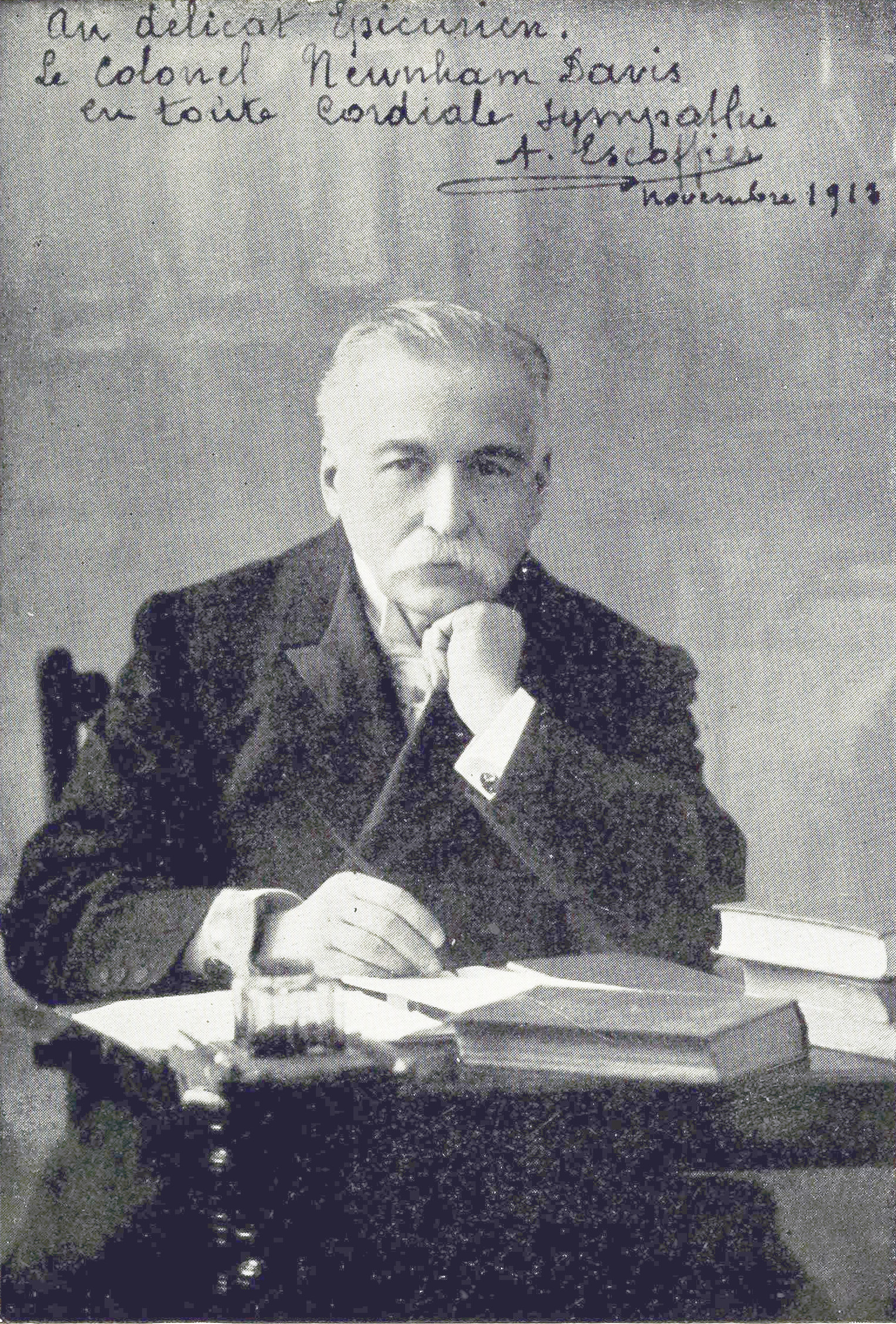
エスコフィエ

19世紀後半になるとフランス料理はオーギュスト・エスコフィエによって形式的な体系化が進められ、従来にないアカデミックな料理文化へと発展した。エスコフィエによる調理技術の理論的な形式化は、料理文化の輸出というグローバル運動の際にも有利になり、フランス料理がイタリア料理などを差し置いて世界三大料理の座に据えられたのは彼の体系化によるところが大きいと言われる。各国のフォーマルな正餐や晩餐会でも持てはやされるようになり、フランス料理は高級料理の代名詞になった。エスコフィエは、カレームによって編み出された数々のレシピの技巧に走り過ぎている部分を巧みに簡略化して、より実用的な調理工程に沿えるように再構築した。また「ブリガード・ド・キュイジーヌ」と呼ばれる組織構造を厨房内に導入して調理作業の効率化を図った。本来はチーフを意味する「シェフ」が西洋コックの代名詞になったのは、彼がブリガード内の各調理責任者にシェフの呼称を当てたことに由来している。エスコフィエは厨房内のモラル教育も重視し、規律と礼節を行き渡らせて料理人たちの社会的地位向上にも腐心していた。エスコフィエが形式化したフランス料理の知識体系は1903年刊行の「Le guide culinaire」にまとめられており、これはフランス料理のバイブルになっている。

### 現代（20世紀）
1930年代に入ると大戦間期の三大シェフと言われるフェルナン・ポワン、アレクサンドル・デュメーヌ、アンドレ・ピックらが、エスコフィエの料理体系を受け継ぎながらも、更に時代に合わせた形へと進化させていった。1960年代になると、エスコフィエの料理体系から素朴な家庭料理や郷土料理の数多くが取り残されているという問題点が指摘されるようになり、従来の高級料理一辺倒のイメージ払拭を兼ねて、カントリーサイドに焦点を当てたフランス料理本来の姿を全世界に紹介しようとする運動が始められた。その中では郷土料理文化の積極的アピールと、それを体験させるためのガストロノミーツアー（美食旅行）が数多く企画されてミシェランガイドなどが大きな役割を果たした。1970年代になると、伝統的なソースによる濃厚な味付けをあえて避けるようにして新鮮な素材主体の風味を活かそうとする調理技法が、ポワンの弟子であるボキューズ、シャペル、トロワグロ兄弟たちを中心にして指向されるようになり、これは「ヌーベルキュイジーヌ（新生料理）」と呼ばれてフランス料理の新たな潮流になった。1980年代半ばになると、濃厚なソースを重視する古典回帰の調理技術が見直されてオートキュイジーヌに代表される伝統的な料理様式が改めて支持されるようになった。その中で伝統技術と現代科学技術をミックスさせようとする調理技法も誕生し、ロブション、ガニェール、デュカス、ロワゾーといったシェフたちが担い手になった。現在もシェフたちによる新しい調理技法の探求は続けられており、古典重視の保守性と自由で柔軟な前衛性を持ち合わせたフランス料理文化は終わりのない進化の様相を呈している。

## メニュー例

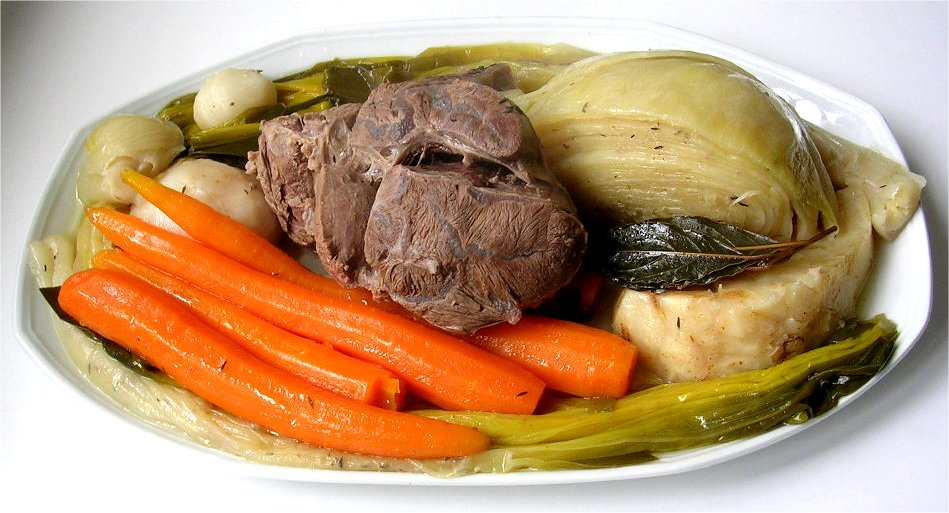
ポトフ
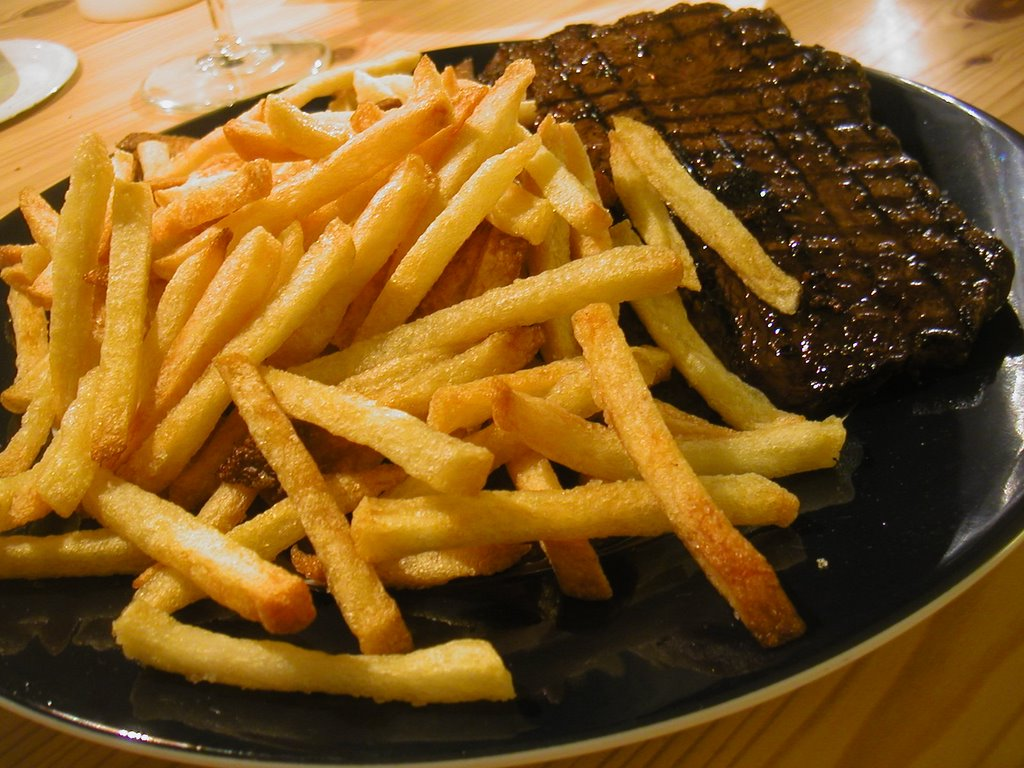
ステーキフライ

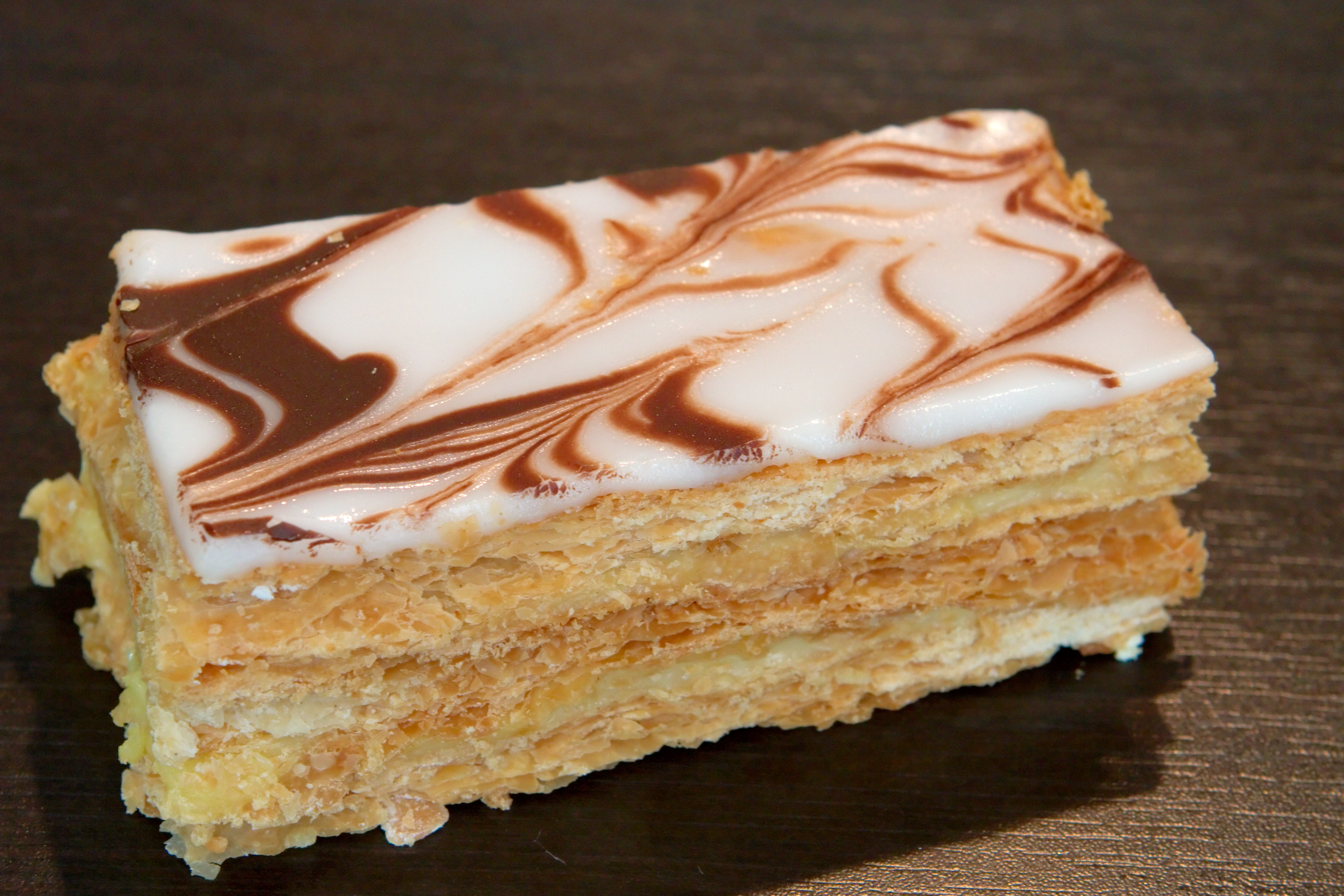
ミルフィーユ
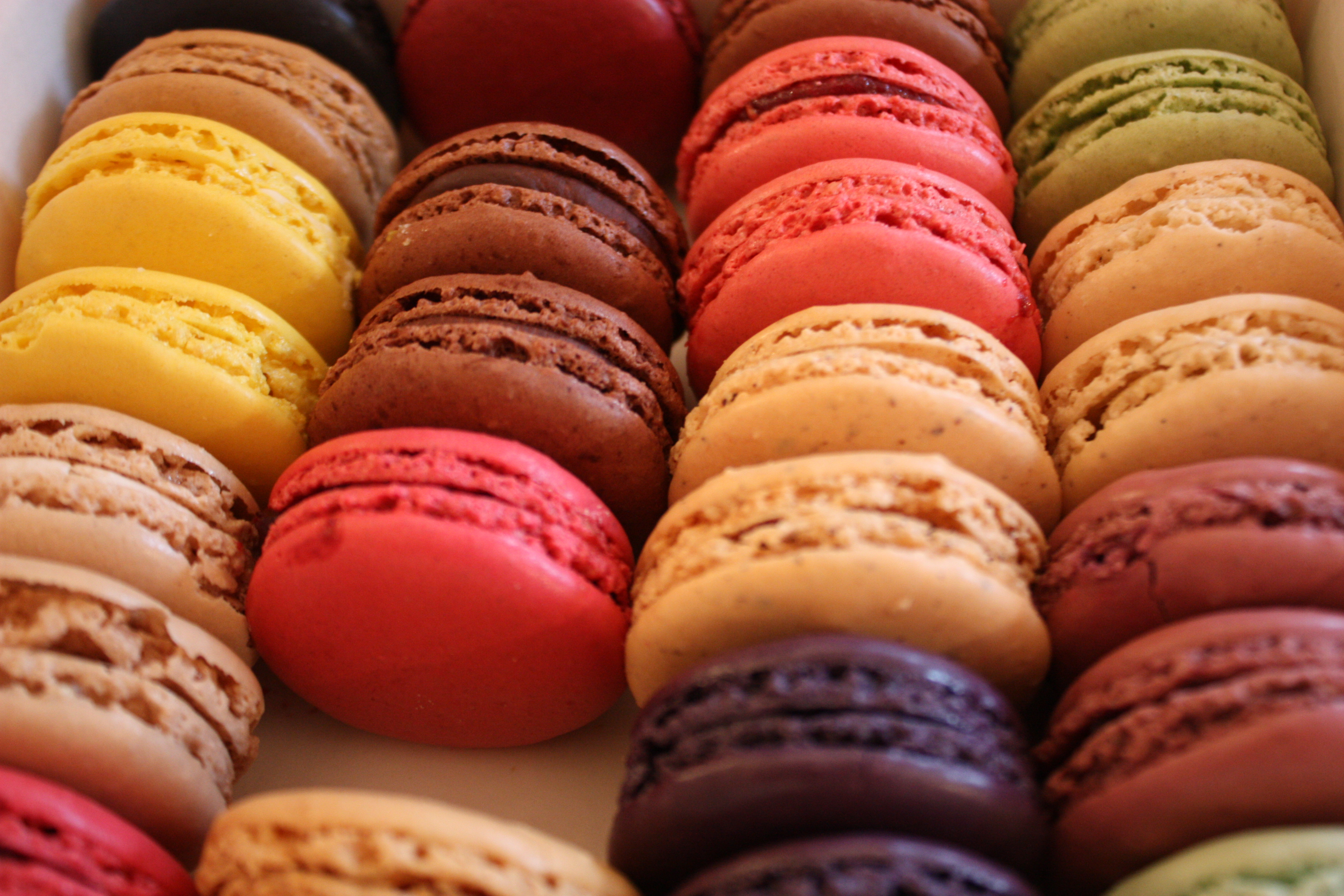
マカロン
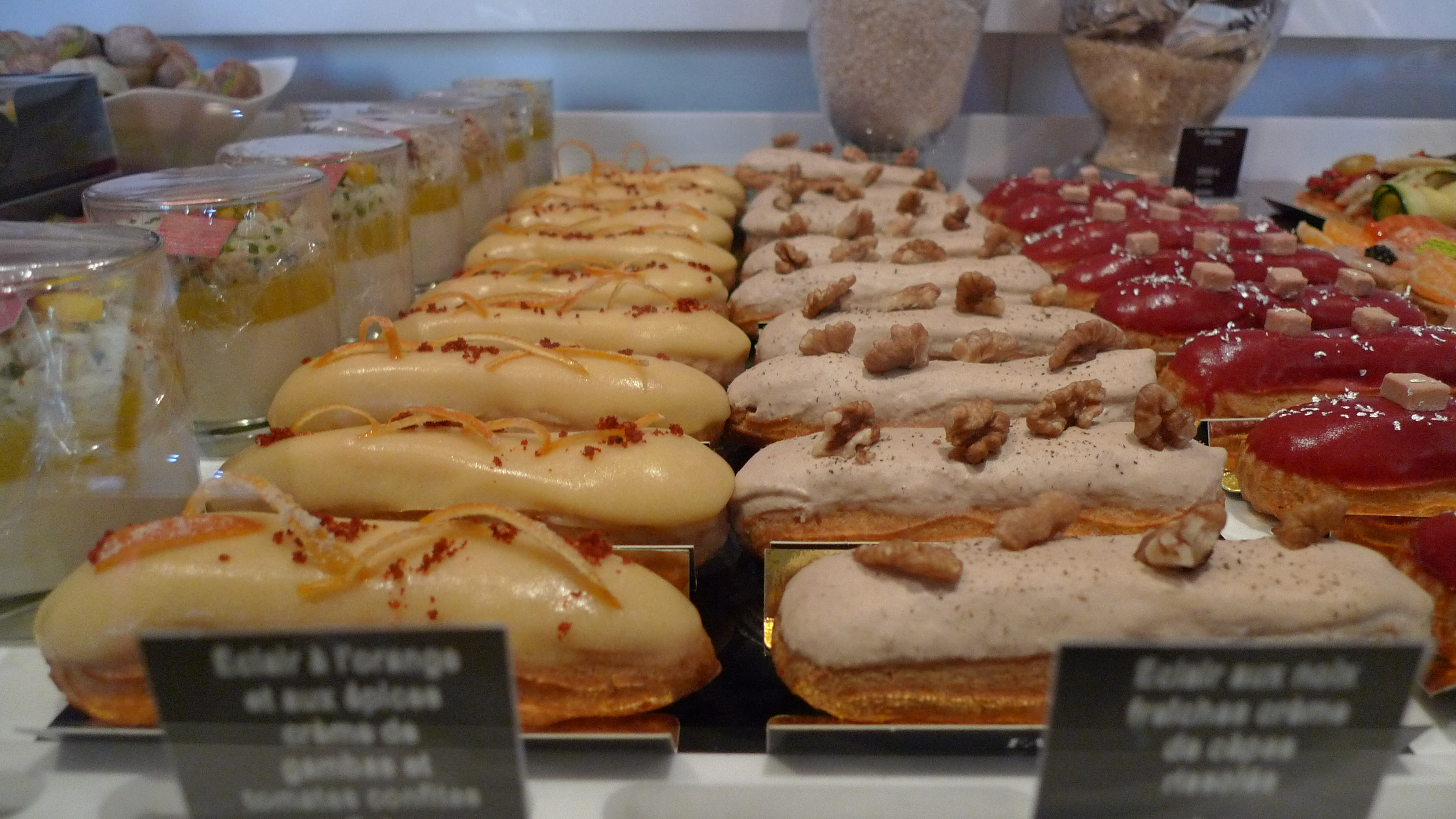
エクレア
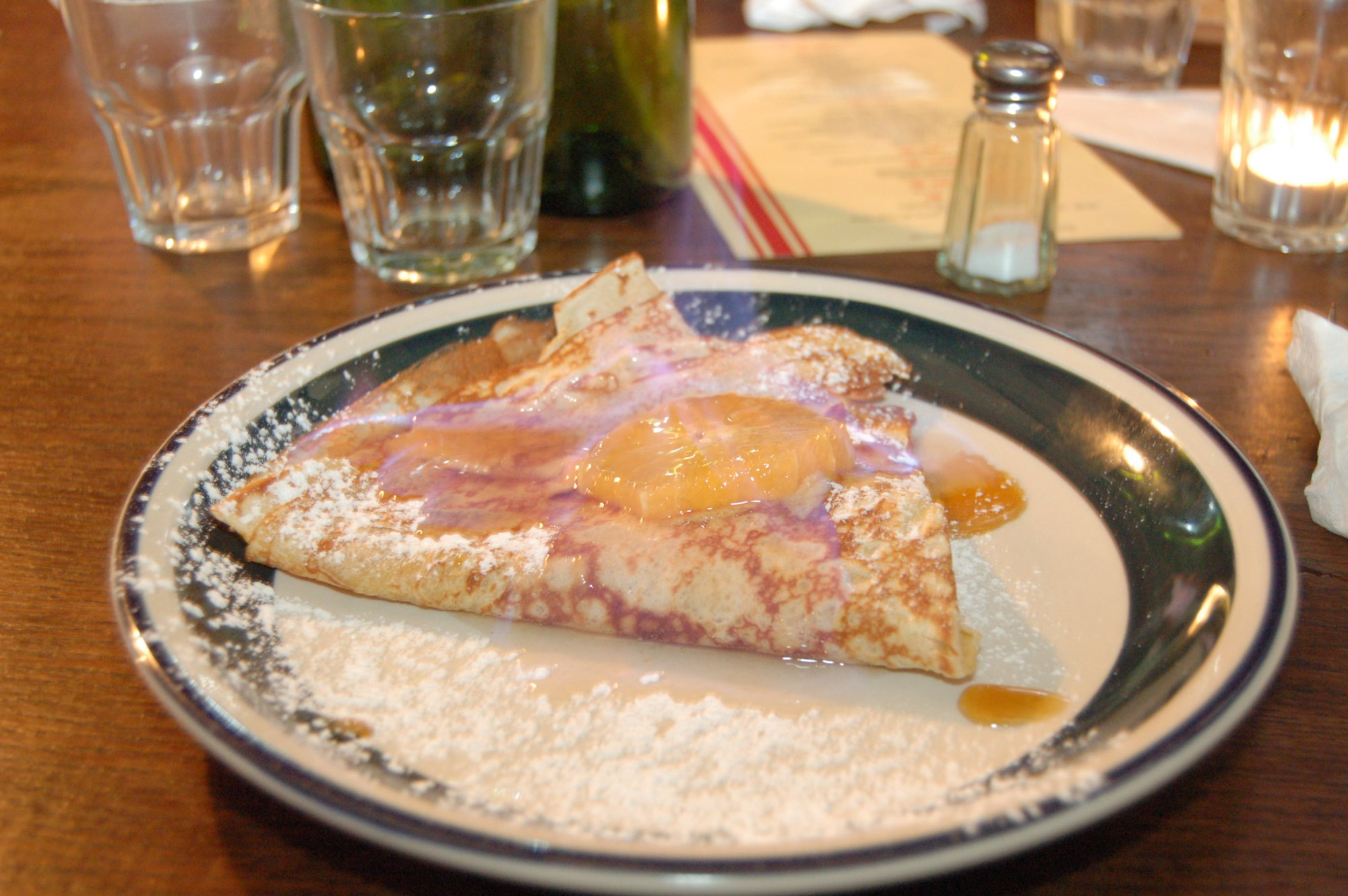
クレープ

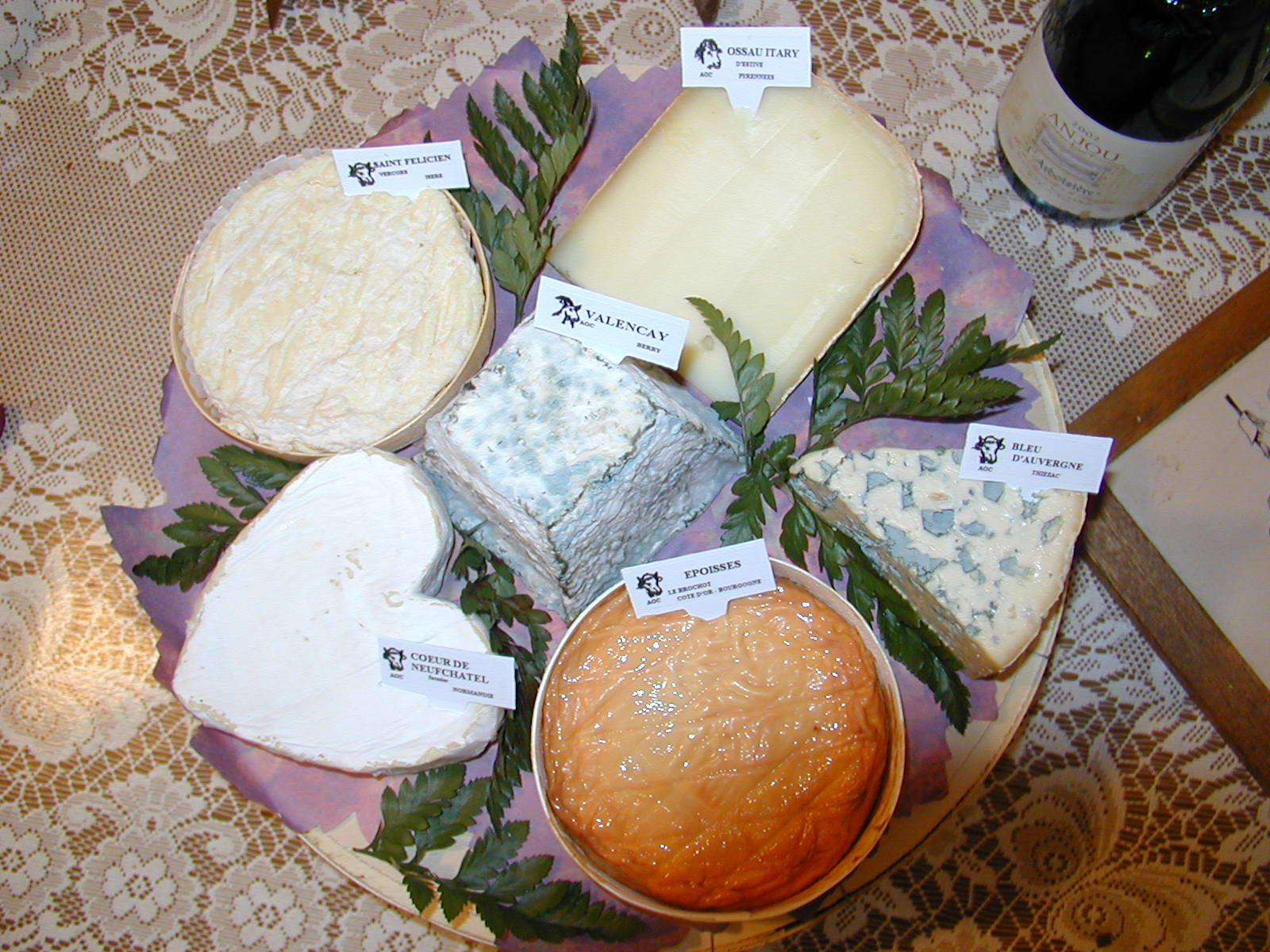
フロマージュ
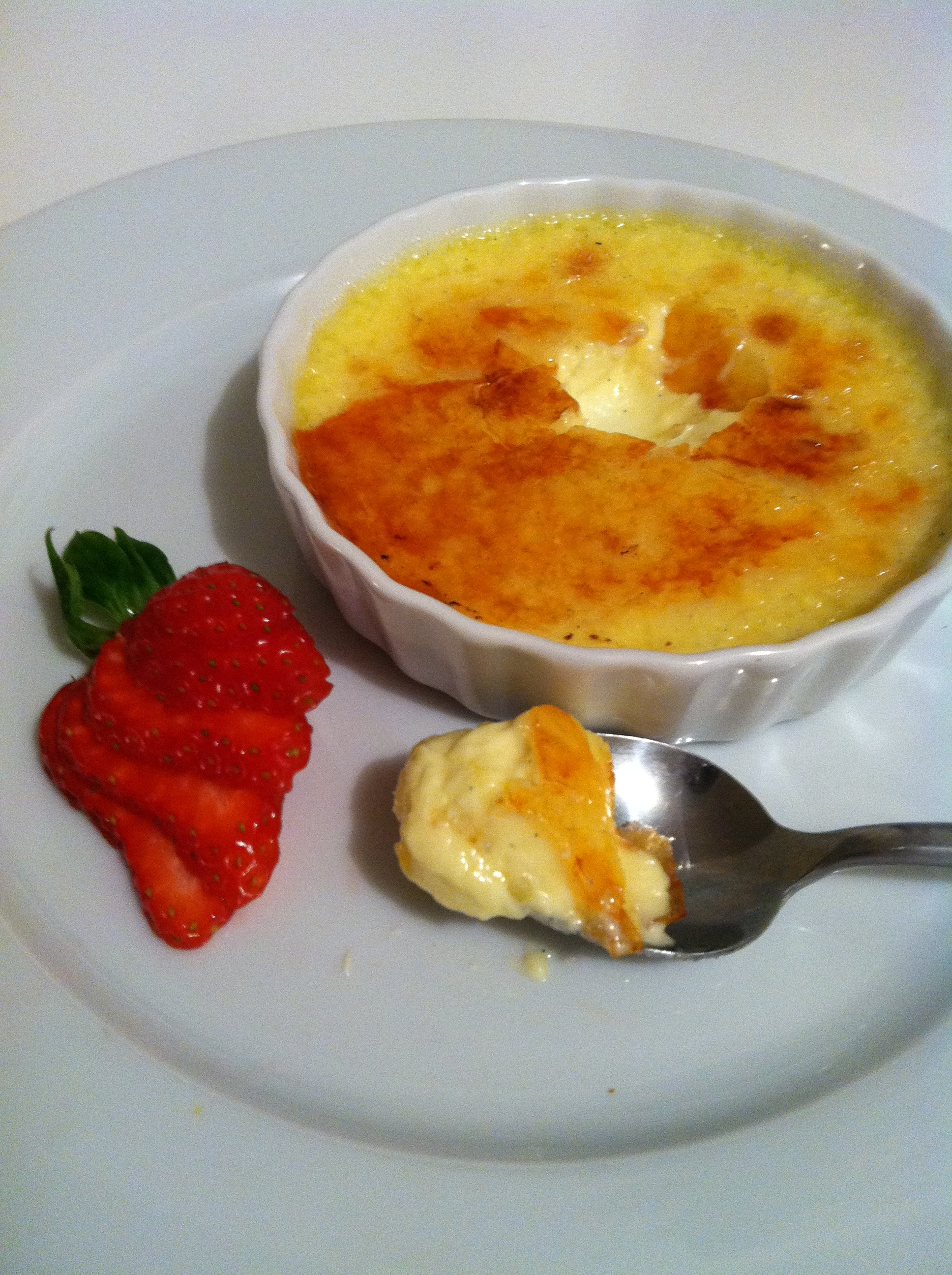
クレームブリュレ
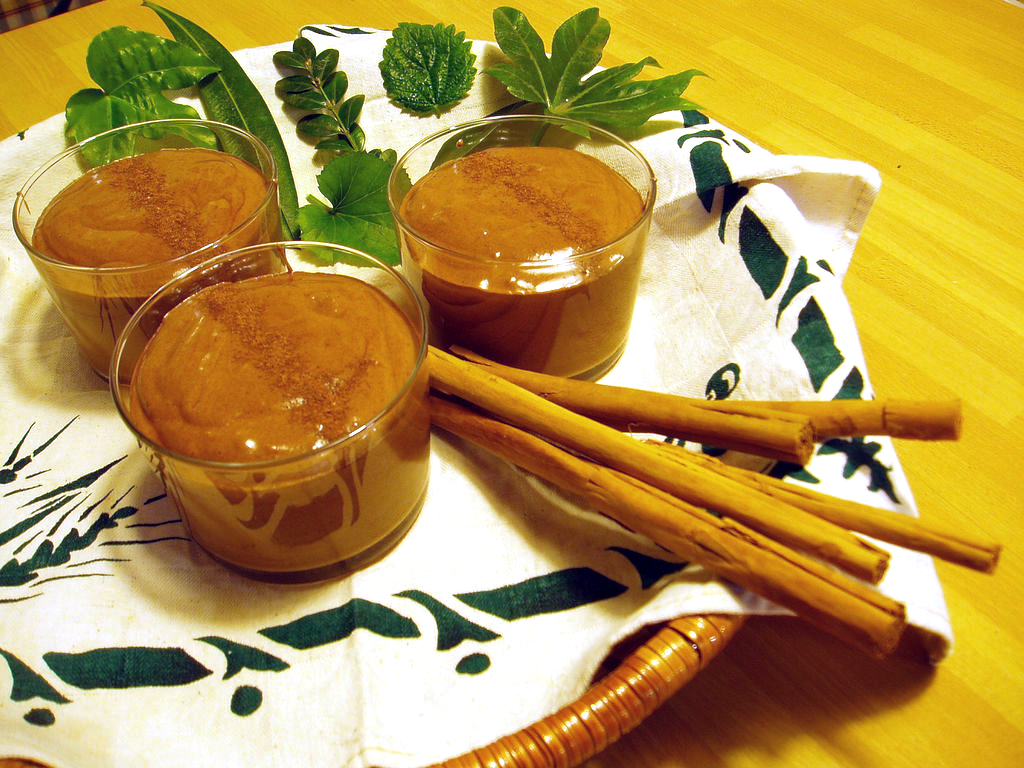
ムース
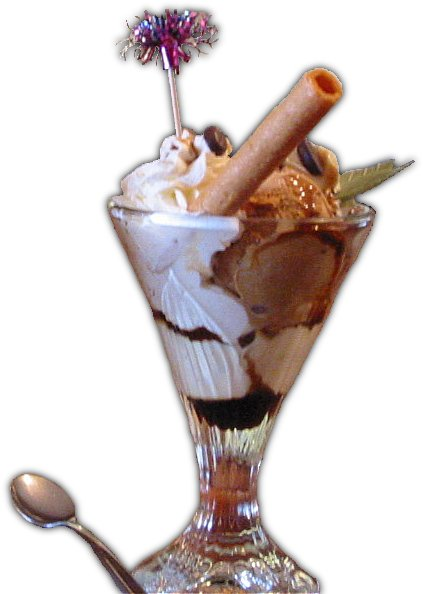
パフェ

オードブル（hors d'œuvre）

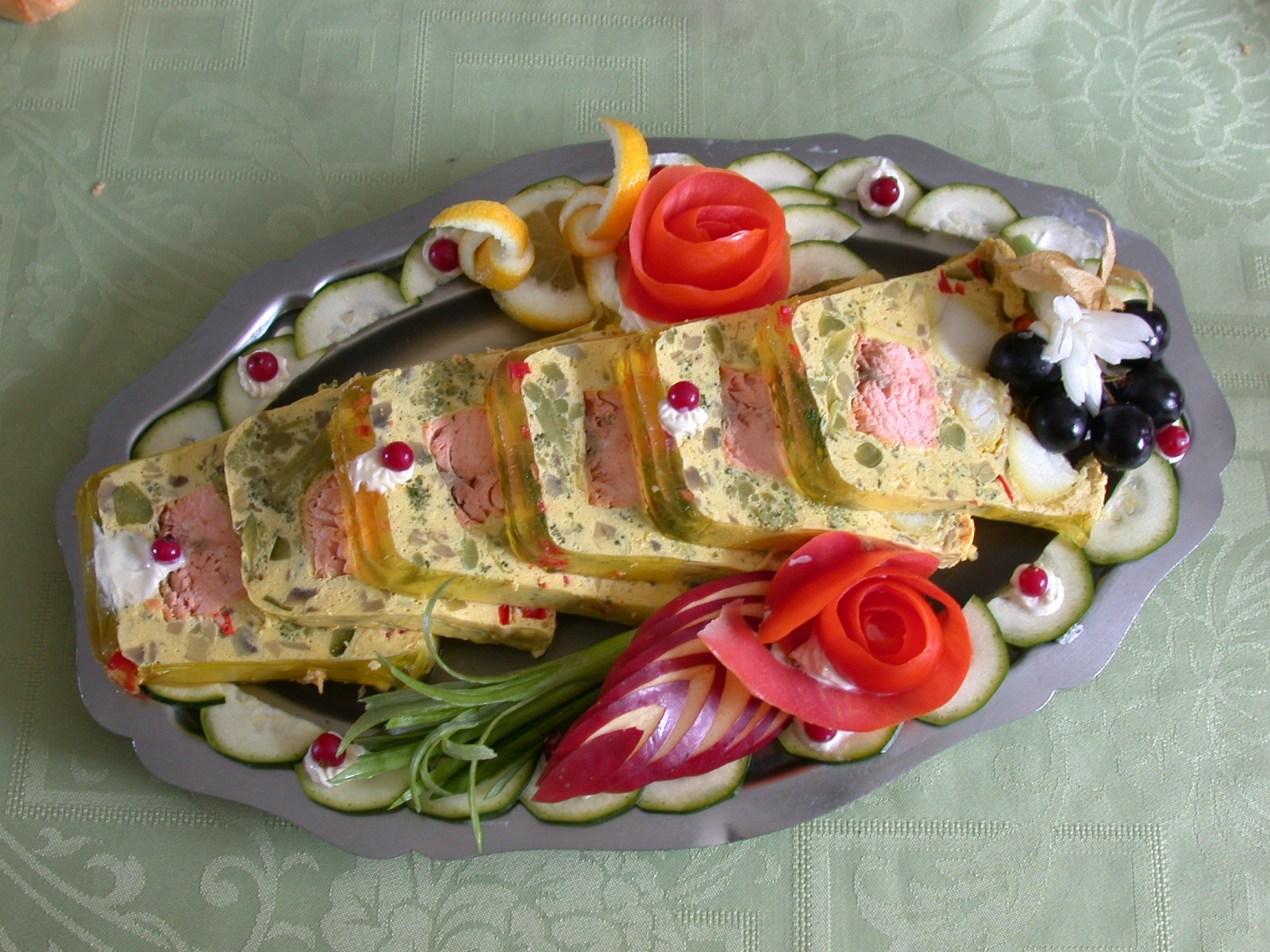
テリーヌ

アントレ（entrée）

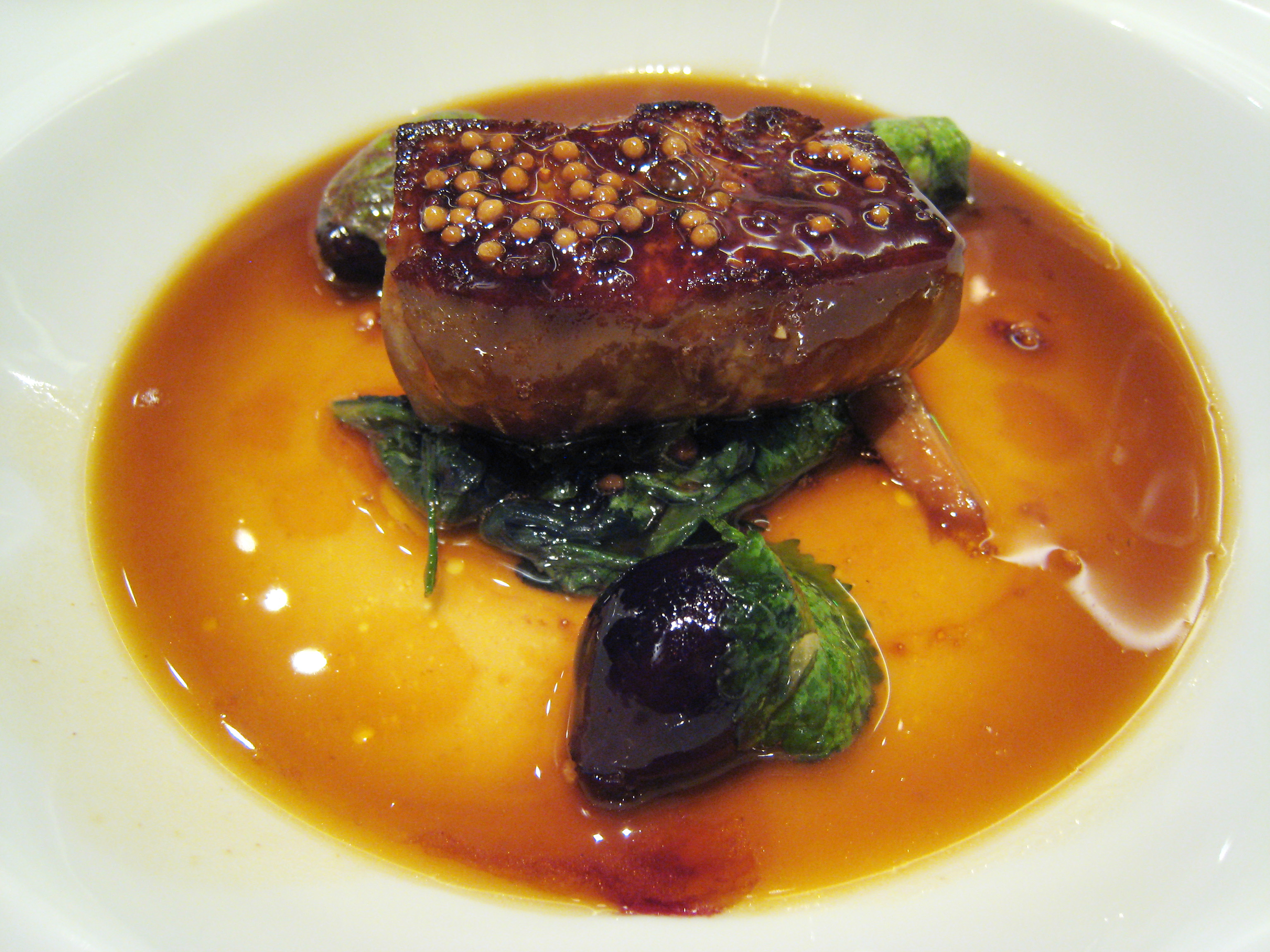
フォアグラ
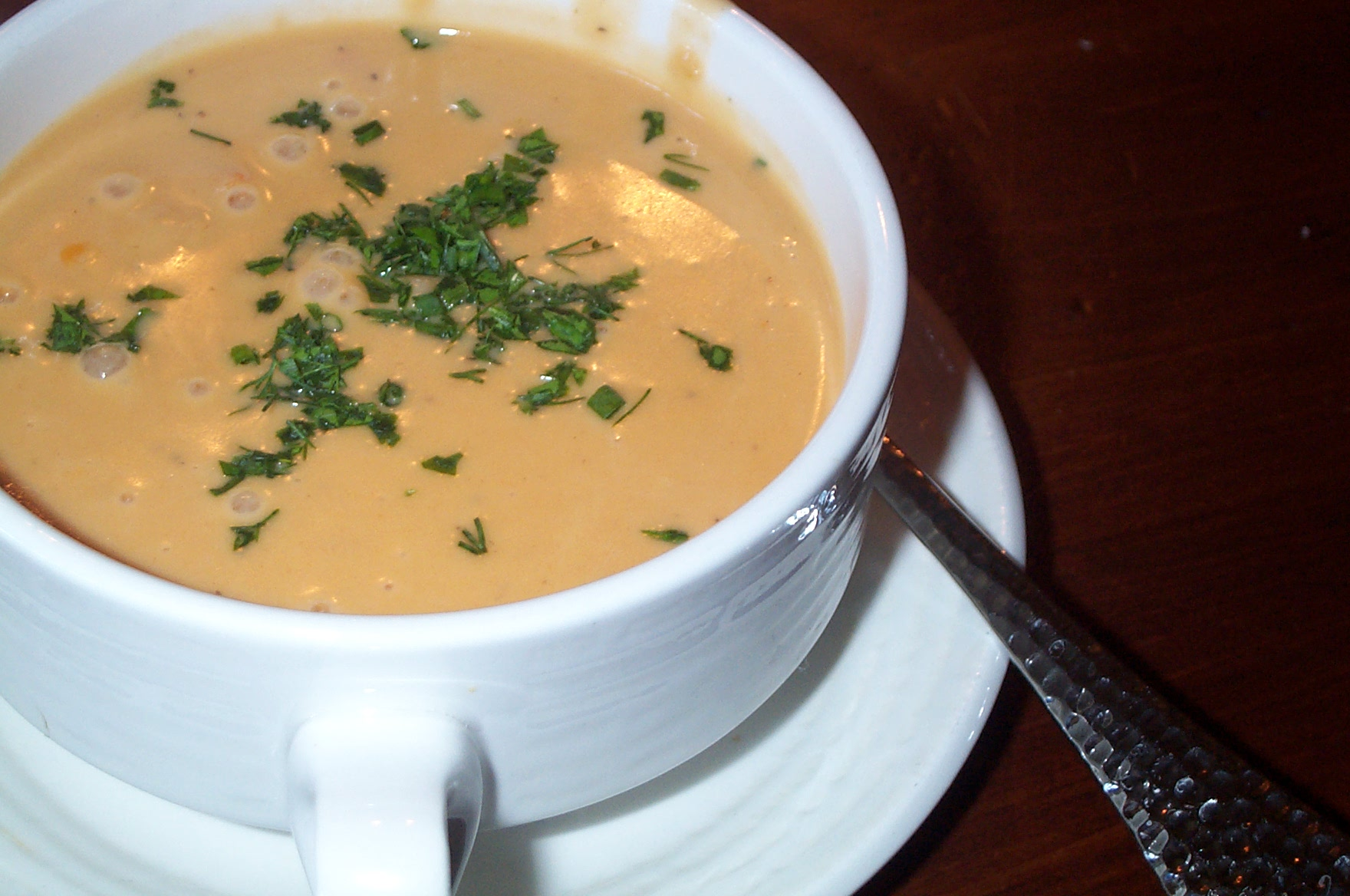
ビスク
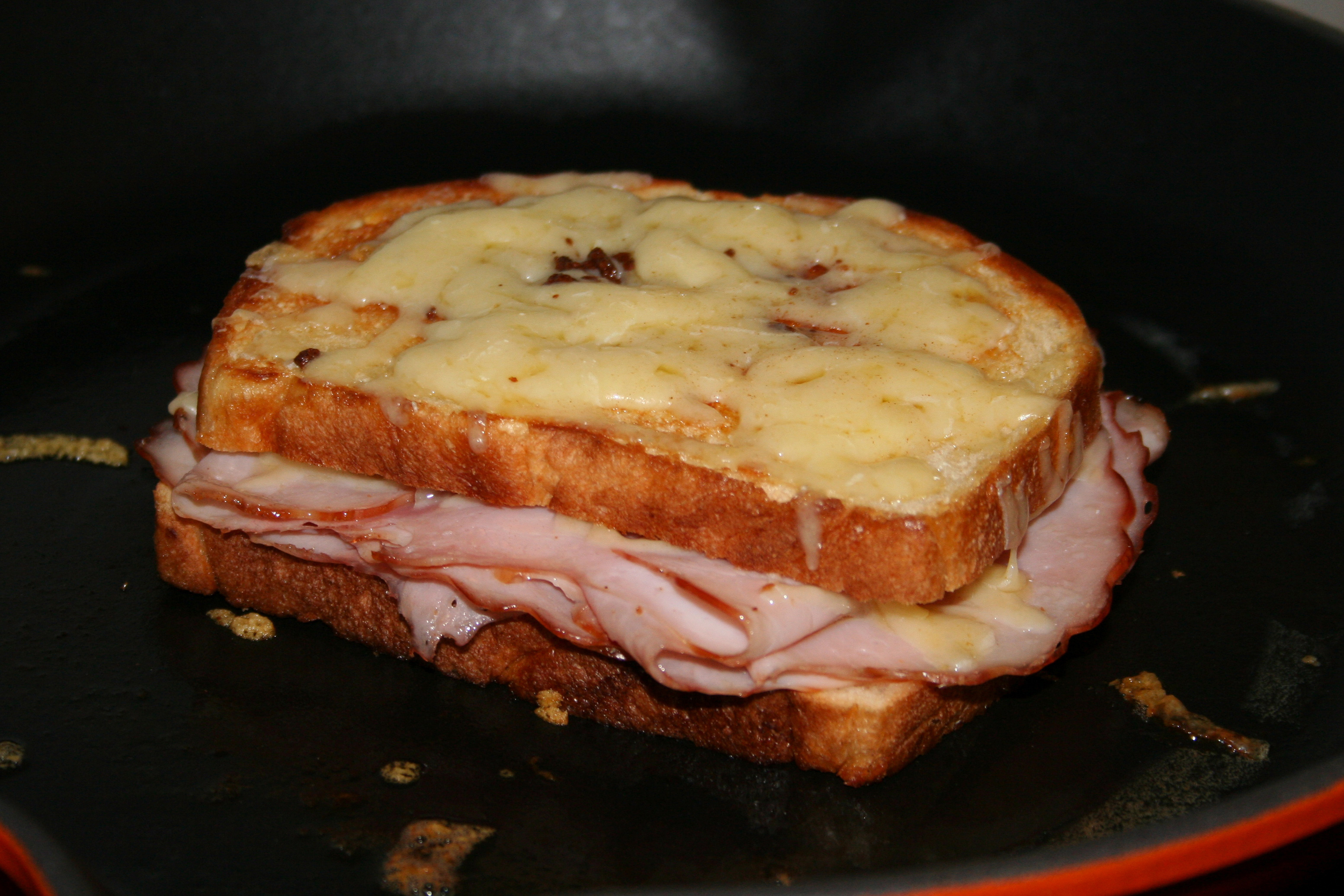
クロックムッシュ

プラプランシパル（plat principal）
- ポトフ
- ステーキフライ

パティスリー（Pâtisserie）
- ミルフィーユ
- マカロン
- エクレア
- クレープ

デザート（dessert）
- フロマージュ
- クレームブリュレ
- ムース
- パフェ

## 各地域の料理
プロヴァンス料理
プロヴァンス地方の料理。南イタリア料理やカタルーニャ料理と同じくトマトやオリーブ・オイル、オリーブを多く用いる他、エルブ・ド・プロヴァンスと呼ばれる当地独特のハーブを多く調合したものを用いる。地中海に面したマルセイユなどの町ではブイヤベースなどの魚料理も多い。カマルグのガルディアンヌ・ド・トロなど、ごく一部の地域のみに伝わる伝統料理もある。この他アイオリソースもプロヴァンス料理の特色の一つである。
バスク料理
バスク地方もプロヴァンスと同じくトマトの使用量が多いが、同様にエスプレットというトウガラシも多く用いられる。カタルーニャ料理やその他のスペイン料理との共通点も多い。
ラングドック料理
ラングドック地方はフォアグラの生産が盛んなためガチョウ料理が多く、またヤマドリタケ（セップ茸）、アルマニャックなどが用いられる。カスレが有名。
アルザス料理
アルザス地方の料理。ドイツ文化圏と重なるためシュークルート、クグロフなどドイツ料理との共通点が多く、国境のライン川を挟んで反対側の黒い森地方の料理にも似ている。
ピカルディー料理
ピカルディーやノール県は北部国境を接するベルギー料理の影響を受けている。アンディーヴのグラタンなど共通するメニューもある。ビールやジャガイモも用いられる。
ノルマンディー料理
ノルマンディーは北大西洋に面しており、モン・サン＝ミシェル付近では潮風に吹かれた牧草で育てた子羊の肉が名物とされる。シードルやカルヴァドスの産地でもあり、リンゴを用いた味付けも多い。バターや生クリームの使用量も多い。
ブルターニュ料理
ブルターニュは冷涼な気候のため作物は不作とされる。ソバ粉のクレープ（ガレット）やクイニーアマンが有名であるほか、ケルト系のブルトン文化が料理にも残っており、同じケルト系のウェールズ地方の料理との共通点もある。
オーヴェルニュ料理
オーヴェルニュ地方の料理。食材としてはシンプルなものが多く、ソーセージや、地元のサレール牛を使った料理が伝統料理である。これらの付け合せとしてはアリゴという、チーズ入りのマッシュポテトのような料理がある。
ブルゴーニュ料理
ブルゴーニュはフランスの家庭料理を代表するブッフ・ブルギニョン、牛肉の赤ワイン煮込み）発祥の地でもある。
ロワール料理
ロワール渓谷地方は白ワインの産地であり、白ワインを使った魚料理が特徴的である。
サヴォワ料理
サヴォワ地方は山岳地帯でスイス国境に近く、フォンデュ・オ・フロマージュやラクレットなど乳製品を多用した料理が多い。

## 飲食店の形態
レストラン
パリには中級から最高級のランクに分かれた五千軒以上が存在する。その価格とメニューの品質は千差万別であり、来店用途も日々の外食から特別な晩餐専門など様々である。メニューブックから注文し、専門の訓練を受けたウェイターとウェイトレスが応待する。注文の選択肢は事実上コース料理だけに限られている。
ビストロ
いわゆる大衆食堂であり、メニューは黒板にチョークで書かれている事が多く、給仕たちもカジュアルに対応する。庶民的な料理が出され、また地元の特産を活かした郷土料理が提供される事も多い。
ビストロアヴァン（ワイン・ビストロ）
キャバレーまたはタバーンに似た飲食店であり、主に安価なアルコール飲料を提供し、また産地記載の特別なワインを楽しむ事も出来る。ワインに合った軽食も出される。
オーベルジュ
レストランと宿泊施設がセットになったもの。こちらも中級から高級まである。
ブラッスリー
19世紀にアルザス＝ロレーヌ地方からの難民たちが街角で開いた飲食店で、元々はドイツ人向けであった。ビールとドイツ産葡萄のワインが提供される。もっぱら軽食が出されてアルザス風シュークルートが有名である。
ブーション
リヨン地方で誕生した食堂スタイルで、リヨンの伝統的な料理が出される。ソーセージ、鴨肉のパテ、ローストポークなど濃厚な肉料理が中心となる。
エスタミネ
ノール＝パ・ド・カレー地方由来の伝統的な飲食店であり、バーとレストランを兼ねたような様式である。顧客層は主にブルーカラーで地域料理がよく注文される。
カフェ
コーヒーとアルコール飲料が提供される。街路に面しておりテーブルと椅子が歩道にまでせり出して並べられている。朝早くに開店し夜9時頃には閉店するのが普通である。クロックムッシュ、ムールフリット、サラダなどの軽食が出される。
サロン・ド・テ
いわゆるティーハウス（茶店）であり、カフェに似ているがアルコール飲料は置かれてない事が多く、コーヒーと紅茶の他にホットチョコレートも提供される。サンドイッチやサラダなどの軽食とケーキが出される。午前中に開店し夕方後に閉店する事が多い。

## その他の知識
- ガイドブックについて

タイヤ会社ミシュランが出すガイドブック「ギド・ミシュラン」のレッド・ガイド（ギド・ルージュ）は、フランスにおけるレストランの指標に大きな影響力を与えており、現在ではフランスに限らず世界各国の都市のホテル・レストランガイドも出版している。星の数によって評価を表示しており、最高は3つ星である。ゴー・ミヨのレストランガイドも同様に有名である。こちらは20点制だが、4つまでの帽子の数による指標もある。
- ワインとチーズについて

フランスワインとフランスチーズには各地方や細かな地域ごとにさまざまな特徴があり、AOCをはじめとするさまざまな規格で品質が保証されている。フランスのほとんどの地域においてワインが飲まれている。ワイン以外の酒では、ノルマンディー地方のシードルおよびその蒸留酒であるカルヴァドス、アルザス地方のビールが挙げられる。
- パンについて

フランスパンもまたフランスの食卓を特徴付ける重要な位置を占めている。代表的なバゲットのほか、「田舎風パン」を意味するパン・ド・カンパーニュ、全粒粉を用いたパン・コンプレ、生カキなどに添えられるライ麦パンの一種パン・オ・セグルなどが挙げられる。パン生地にバターや牛乳を用いるクロワッサンやブリオッシュなどは、ヴィエノワズリー（菓子パン）に分類される。
- ヌーヴェル・キュイジーヌ（新生料理）について

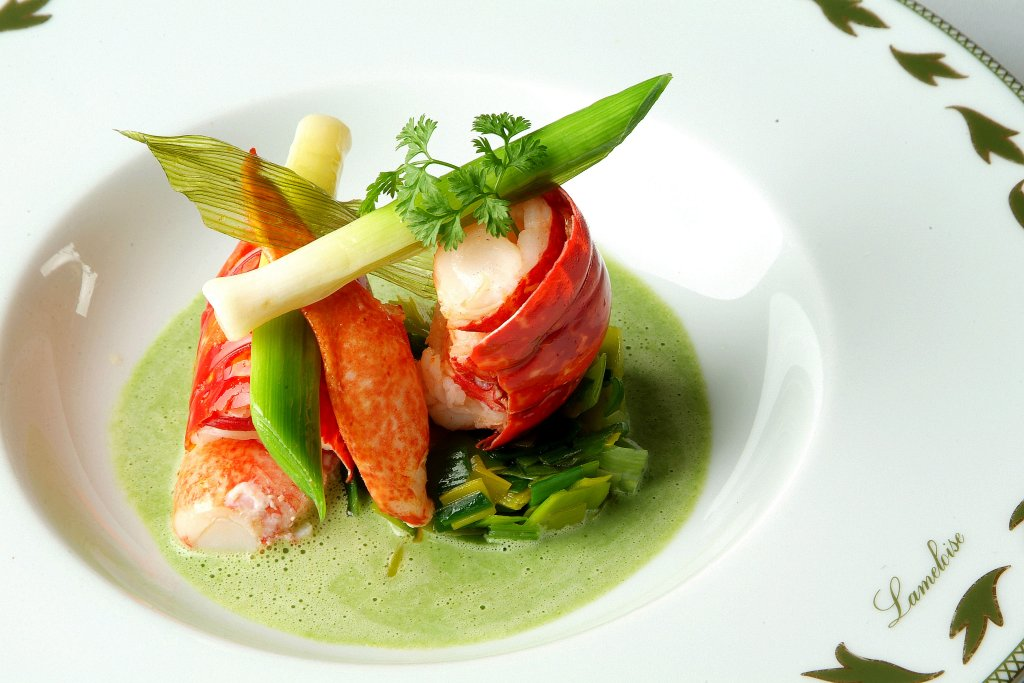
ヌーヴェル・キュイジーヌの盛り付け

1970年代から広まった料理スタイルであり、従来のフランス料理が重視する濃厚なソースをほぼ否定して、素材の風味を最大限に引き出すことを目指している。バターとクリームの使用を抑え、加熱時間も極力減らし、スパイスと各種調味料も注意深く用いてる点が特徴である。その斬新さが評価されて70年代を中心に一世を風靡した。この分野での著名なシェフとしては、ポール・ボキューズ、トロワグロ兄弟、ルイ・ウーティエ、アラン・サンドランス、ミッシェル・ゲラール、アラン・シャペルたちが挙げられる。
- キュイジーヌ・モデルヌ（モダン料理）について

伝統の対極に位置するヌーヴェル・キュイジーヌの斬新性はしばらくすると飽きを引き起こす事にもなり、1980年代に入ると元々の濃厚なソースを重視する古典料理への伝統回帰が支持されるようになった。その中でフランス料理の伝統を踏襲しながらも、現代的な新しい技術をミックスさせるという保守性と前衛性を併せ持った料理スタイルが誕生した。その担い手になったのは、ジョエル・ロブション、ピエール・ガニェール、アラン・デュカス、ベルナール・ロワゾー、ベルナール・パコーといった当時の若手シェフ達であった。彼らは古くから伝わるレシピを科学的見地から再分析して、より適切な材料配分および加工タイミングの理論を次々に発見している。また電子レンジなどの新しい調理器材も科学的立証を加えた上で有効的に活用している。彼らの調理体系は当世風（モデルヌ）と評論されるようになった。

## 食事作法
- ナプキンは全員が着席し、主賓が手にしてから他の人も取る。途中で中座するときはナプキンを椅子の上に置く。
- ナイフやフォークなどは外側から順に使う（複数テーブルに並んでいる場合）。
- とりあえず皿へナイフ・フォークを置く場合は、八の字の形にする。
- 食べ終わったら、ナイフは刃を内側にして、フォークと共に先を上にして皿に並べておく。
- 食事を終えたらナプキンはたたまず、やや丸めてテーブルの右上におく。

## 厨房スタッフ一覧
| français             | 日本語           | 説明 |
| -------------------- | ---------------- | --- |
| Chef de cuisine      | 総シェフ         | 厨房の総責任者 |
| Sous-chef de cuisine | 副シェフ         | ヴァカンス重視のフランス式の厨房では補佐というよりも総シェフと副シェフの二人三脚の運営になっていることがままある。 |
| Chef de partie       | 部門シェフ       | ここから担当責任者になるが、特に指名されずにこの職称のままもある。                                                 |
| Demi-chef de partie  | 部門デミシェフ   | 部門シェフの補佐。役割をまかされた際はその係名になる。                                                             |
| Commis               | コミ             | 一般の調理師 |
| Apprenti(e)          | 見習い           | |
| Aboyeur              | アボユール       | 賓客の応対をしてメニューの説明や客前での仕上げをする。部門シェフや副シェフから                                     |
| Saucier              | ソーシエ         | ソース作りと主菜の仕上げ担当。名誉な役割とされる。部門シェフから                                                   |
| Rôtisseur            | ロティシュール   | 肉料理担当。部門シェフから                                                                                         |
| Grillardin           | グリヤーディン   | グリル係。デミシェフから                                                                                           |
| Friturier            | フリチュリエ     | フライ係。デミシェフから                                                                                           |
| Poissonnier          | ポワソニエ       | 魚料理担当。部門シェフやデミシェフから                                                                             |
| Entremetier          | アントルメティエ | 温かい前菜担当。部門シェフから                                                                                     |
| Potager              | ポタジエ         | スープ係。デミシェフから                                                                                           |
| Legumier             | レギュミール     | 野菜料理係。デミシェフから                                                                                         |
| Garde manger         | ガルドマンジェ   | オードブルと冷たい前菜担当。部門シェフから                                                                         |
| Charcuterie          | シャルキュトリエ | 食肉加工品係。デミシェフから                                                                                       |
| Pâtissier            | パティシエ       | デザート全般担当。部門シェフから                                                                                   |
| Confiseur            | コンフィズール   | スイーツ係。デミシェフから                                                                                         |
| Glacier              | グラシエ         | アイスクリームと冷たいスイーツ係。デミシェフから                                                                   |
| Décorateur           | デコラテュール   | 工芸菓子係。デミシェフから                                                                                         |
| Boulanger            | ブーランジェ     | パン作り。デミシェフやコミから                                                                                     |
| Tournant             | トルナン         | 様々な部門で調理する。コミから。板前の追い回しと同義。                                                             |
| Boucher              | ブーシェ         | 食肉の切り分けと下ごしらえ。コミや見習いから                                                                       |
| Communard            | コミュナー       | 厨房スタッフの賄い料理。コミや見習いから                                                                           |
| Plongeur             | プロンジュール   | 皿洗い。見習いから                                                                                                 |
| Marmiton             | マルミトン       | 鍋洗い。見習いから                                                                                                 |
| Garçon de cuisine    | ギャルソン       | 雑用。見習いから                                                                                                   |